# Eta Cygni
Eta Cygni (η Cyg / 21 Cygni) es una estrella en la constelación del Cisne de magnitud aparente +3,88.
Se encuentra a 135 años luz de distancia del sistema solar.
Eta Cygni es una gigante naranja de tipo espectral K0III con una temperatura efectiva de 4775 K.
Es 54 veces más luminosa que el Sol y, como la mayor parte de las estrellas de nuestro entorno, es una estrella del disco fino.
Tiene un radio 10,5 veces más grande que el radio solar y una masa justo por debajo de 2,5 masas solares.
Presenta una metalicidad —abundancia relativa de elementos más pesados que el helio— comparable a la del Sol ([Fe/H] = +0,04).
Parece no existir consenso en cuanto a la edad de Eta Cygni, pues mientras una fuente le asigna una edad de 750 millones de años, otra eleva esta cifra hasta los 1650 millones de años.
En cualquier caso, es una estrella estable en cuyo núcleo el helio se fusiona en carbono y oxígeno. Se piensa que la fusión de su hidrógeno interno concluyó hace unos 50 millones de años.
Eta Cygni es una estrella binaria cuya acompañante, de magnitud aparente +12,0, está visualmente separada de ella 7,4 segundos de arco.
Esta acompañante puede ser una enana roja con la mitad de masa del Sol, cuya separación respecto a la gigante es de al menos 325 UA.
Su período orbital supera los 3500 años.